# 2010 – A kapcsolat éve
A 2010 – A kapcsolat éve (eredeti cím: 2010: The Year We Made Contact) 1984-es amerikai sci-fi film, írta és rendezte Peter Hyams. Az 1968-as 2001: Űrodüsszeia című film folytatása, alapjául Arthur C. Clarke, 2010: Második űrodisszeia című regénye szolgált.

## Történet
A film kilenc évvel a 2001: Űrodüsszeia története után játszódik.
Kilenc éve, hogy nem adott hírt magáról a Jupiter holdjai között keringő rejtélyes fekete hasáb felkutatására indult űrhajó, az amerikai Discovery legénysége. Közös orosz-amerikai expedíció indul útnak, hogy kiderítse, mi történt 2001-ben, és megfejtse a különös fekete monolit titkát. Az orosz Alekszej Leonov űrhajó megérkezik a Jupiter közelébe. Tánya Kirbuk, az orosz legénység kapitánya felébreszti a hibernációból Floydot a beütemezett időpont előtt, mert oxigént és klorofillt észlelnek az Europa hold felszínén. Egy automatikus szondát küldenek ki, ami azonban a felszín megközelítése során egy elektromágneses kitörés után tönkremegy. Floyd véleménye szerint ez figyelmeztetés lehet azoktól, akik a monolitot készítették, hogy maradjanak távol az Európától.
Az első alkalommal végrehajtott levegőfékezés után (aminek során az űrhajó sebessége lecsökken és a Jupiter körül kezd keringeni) észreveszik az elhagyott, de sértetlennek látszó Discoveryt. Egy orosz és egy amerikai űrhajós átszáll a Discoveryre, majd egy „függőhidat” építenek ki a két űrhajó között.
Dave Bowman a Földön a tévé képernyőjén megjelenik az özvegyének és elbúcsúzik tőle. Ugyanakkor láthatatlanul megjelenik halálosan beteg anyja betegágyánál és megfésüli annak haját, ezután anyja békésen meghal.
A Discoveryn Chandra megtalálja HAL-9000 hibájának okát: az amerikai Nemzetbiztonsági Tanács hazugságra kényszerítette a gépet, amire az képtelen volt, ezért meghibásodott.
Miközben az egymást gyanakodva méregető űrhajósok kezdenek összeszokni, az őket delegáló nagyhatalmak között a Földön elmérgesedik a viszony, háborús helyzet alakul ki. A diplomáciai kapcsolatok megszakítása után az űrhajósokat a közös kutatás felfüggesztésére és visszatérésre utasítják. A három amerikai űrhajósnak „amerikai felségterületre”, a Discovery fedélzetére kell visszavonulnia, az oroszoknak a Leonov fedélzetén kell maradniuk. Néhány hét múlva, a megfelelő indítási ablak elérésekor mindkét űrhajó elindulhat a Föld felé. Ám különös dolog történik, a monolit ismét hatni kezd. A rég eltűnt Bowman figyelmezteti az űrhajósokat, hogy két napon belül el kell hagyniuk a helyszínt. Mivel külön-külön nincs elég üzemanyaguk, illetve számítási kapacitásuk, a visszatéréshez a két nemzet űrhajósainak össze kell fogniuk, és közben az embereket feláldozhatónak tekintő HAL-9000 rendszert is maguk mellé kell állítaniuk. A Jupiter felszínén egy hatalmas árnyék jelenik meg, amit sok-sok monolit okoz, amik száma egyre növekszik. A Jupiter mérete eközben csökkenni kezd. Két nap múlva HAL-9000 tizedmásodperces pontossággal beindítja a Discovery hajtóműveit, majd másfél perces működés után leállítja azokat. Nem sokkal később a Leonov leválik a Discoveryről és elindul a Föld felé, ahol hamarosan egy új nap jelenik meg az égen, a valamikori Jupiter.
Bowman felveszi a kapcsolatot HAL-lal, közli vele, hogy a Discovery küldetése sikeres volt és arra utasítja, hogy az antennáját a Leonov helyett fordítsa a Föld felé és sugározza folyamatosan az alábbi szöveges üzenetet:

ALL THESE WORLDS

 ARE YOURS EXCEPT

      EUROPA

    ATTEMPT NO

   LANDING THERE

 USE THEM TOGETHER

 USE THEM IN PEACE

Szabad fordításban: „Minden világ a tiétek, kivéve az Európát, ne szálljatok le rá. Használjátok a világokat közösen és békében.”
A rejtélyes új csillag megjelenése arra sarkallja a szovjet és amerikai politikai vezetőket, hogy vonják vissza a hadseregeket és keressenek békét egymással. Az Europa hold fagyos jégvilágból hirtelen nedves dzsungellé alakul át, ahol megjelenik egy monolit és várja az értelmes élet megjelenését...

## Szereplők
| Színész               | Szerep                          | Magyar hang        |
| --------------------- | ------------------------------- | ------------------ |
| Roy Scheider          | Heywood Floyd                   | Balázsi Gyula      |
| John Lithgow          | Dr. Walter Curnow               | Csikos Gábor       |
| Helen Mirren          | Tánya Kirbuk                    | Jani Ildikó        |
| Bob Balaban           | Dr. R. Chandra                  | Orosz István       |
| Keir Dullea           | David Bowman                    | Breyer Zoltán      |
| Douglas Rain          | HAL 9000 (hangja)               | Forgács Péter      |
| Madolyn Smith Osborne | Caroline Floyd                  |                    |
| Saveliy Kramarov      | Dr. Vlagyimir Rudenko           | Cs. Németh Lajos   |
| Taliesin Jaffe        | Christopher Floyd               |                    |
| James McEachin        | Victor Milson                   |                    |
| Mary Jo Deschanel     | Betty Fernandez, Bowman özvegye |                    |
| Elya Baskin           | Maxim Brajlovszkij              | Dimulász Miklós    |
| Dana Elcar            | Dimitrij Mojszevics             | Papp János         |
| Oleg Rudnik           | Dr. Vaszilij Orlov              | Wohlmuth István    |
| Natasha Shneider      | Irina Jakunina                  |                    |
| Vladimir Skomarovsky  | Jurij Szvetlanov                |                    |
| Victor Steinbach      | Nyikolaj Ternovszkij            |                    |
| Candice Bergen        | SAL 9000 (hangja)               | Menszátor Magdolna |

## Díjak és jelölések
- Oscar-díj (1985)
  - jelölés: legjobb látványtervezés (Albert Brenner, Rick Simpson)
  - jelölés: legjobb jelmeztervezés (Patricia Norris)
  - jelölés: legjobb maszk (Michael Westmore)
  - jelölés: legjobb hang (Gene S. Cantamessa, Carlos DeLarios, Aaron Rochin, Michael J. Kohut)
  - jelölés: legjobb vizuális effektusok (Richard Edlund, Neil Krepela, George Jenson, Mark Stetson)
- Szaturnusz-díj (1985)
  - jelölés: legjobb jelmez (Patricia Norris)
  - jelölés: legjobb sci-fi film
  - jelölés: legjobb speciális effektusok (Richard Edlund)
- Hugo-díj (1985)
  - díj: legjobb forgatókönyv